# Alton Bridge
Die Alton Bridge war eine zweigleisige Eisenbahnbrücke über den Mississippi zwischen West Alton in  Missouri und Alton in Illinois. Sie lag nördlich von St. Louis oberhalb des Zusammenflusses des Mississippi mit dem Missouri und war Teil des Eisenbahnnetz der Chicago, Burlington and Quincy Railroad (CB&Q). In den 1880er Jahren wollte die CB&Q ihr Netz von Norden aus nach St. Louis ausbauen und ließ dafür von der St. Clair, Madison and Belt Railway die Alton Bridge (1894) über den Mississippi und von der St. Louis, Keokuk and North Western Railroad die Bellefontaine Bridge (1893) über den Missouri errichten. Beide Eisenbahngesellschaften wurden später Teil der CB&Q, die wiederum 1970 in der Burlington Northern Railroad aufging.
Nach der Eisenbahnbrücke querte mit der ersten Clark Bridge ab 1928 eine weitere Brücke den Fluss bei Alton. Zusätzlich errichtete das United States Army Corps of Engineers bis 1938 das erste Mississippi Lock and Dam Number 26 in unmittelbarer Nachbarschaft. Die Burlington Northern gab die später nur noch eingleisig genutzte Eisenbahnbrücke 1988 auf und im Zuge der stromabwärts erfolgten Errichtung der Melvin Price Locks and Dam wurden die Brücken einschließlich der alten Staustufe später zurückgebaut; der U.S. Highway 67 verläuft bei Alton seit 1994 über die neue Clark Bridge.

## Geschichte

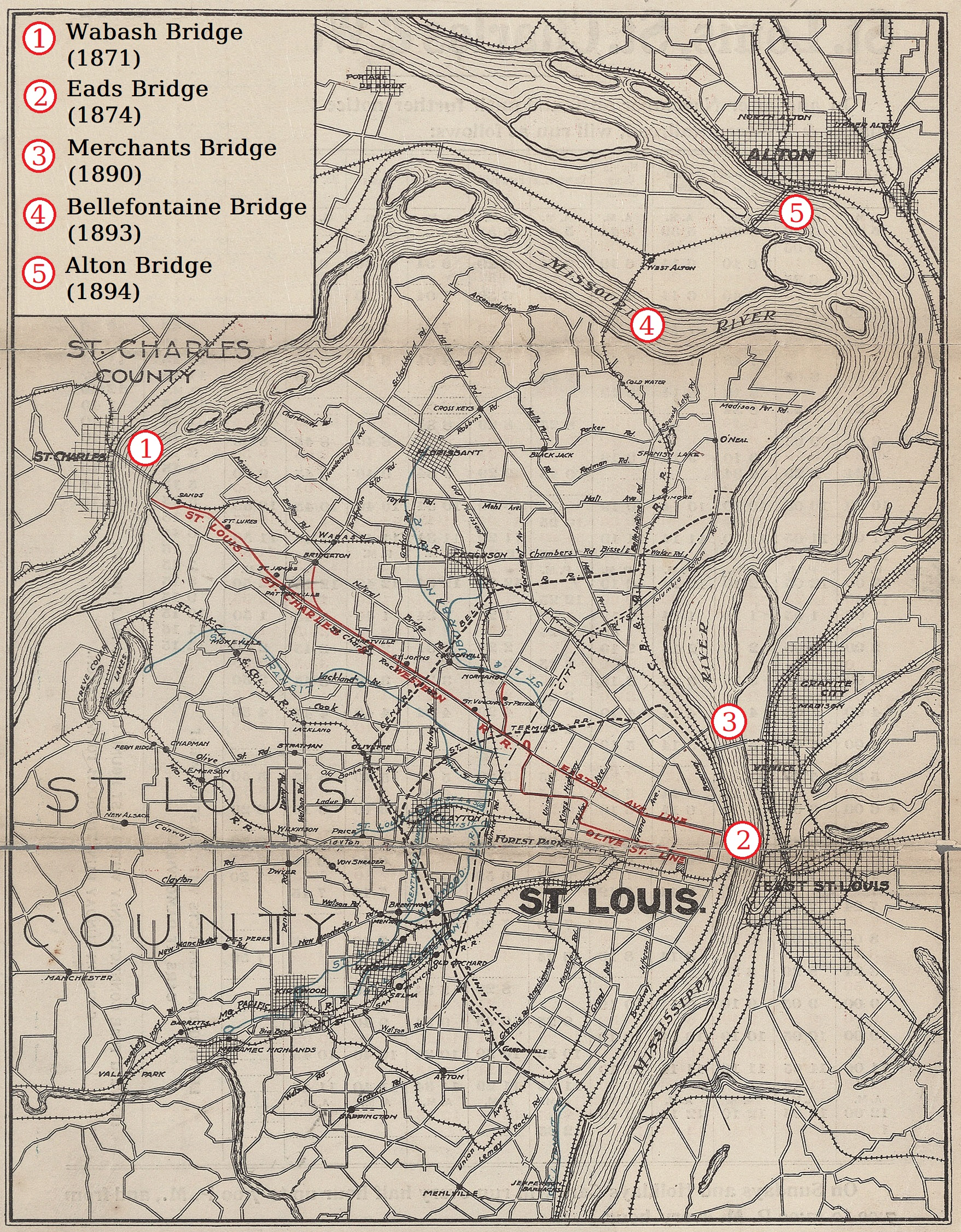
Streckennetzkarte von St. Louis und Umgebung (1910). Markiert sind die fünf Eisenbahnbrücken über den Missouri und Mississippi, oben die Alton Bridge (5) von 1894.

Der Zugang nach St. Louis war bis in die 1890er Jahre nur über zwei Eisenbahnbrücken möglich; im Westen über den Missouri durch die Wabash Bridge von 1871 und im Osten über den Mississippi durch die Eads Bridge von 1874. Das Netz der Chicago, Burlington and Quincy Railroad (CB&Q) wurde ab 1888 von Westen aus über die St. Louis, Keokuk and North Western Railroad angeschlossen, die Streckenrechte bei der Wabash Railroad einschließlich über deren Brücke in Saint Charles besaß. Die hohen Gebühren der Wabash Railroad und ein geplanter Ausbau der Bahnanlagen in St. Louis veranlassten die CB&Q einen eigenen Zugang von Norden aus über die St. Clair, Madison and Belt Railway und eigene Brücken in Angriff zu nehmen. Aufgrund der geographischen Lage von St. Louis unterhalb des Zusammenflusses von Missouri und Mississippi, mussten beiden Flüsse überquert werden und die CB&Q engagierte dazu Ende des Jahrzehnts den Brückenbau-Ingenieur George S. Morison. Morrison baute über den Missouri südwestlich von Alton bis 1893 die Bellefontaine Bridge für die St. Louis, Keokuk and North Western sowie direkt unterhalb der Stadt bis 1894 eine Eisenbahnbrücke über den Mississippi für die St. Clair, Madison and Belt Railway (siehe Nr. 4 und 5 in der linken Abb. oben). Die kleineren von der CB&Q kontrollierten Eisenbahngesellschaften, einschließlich der Brücken, gingen später in der CB&Q auf, die wiederum 1970 Teil der Burlington Northern Railroad wurde (seit 1995 BNSF Railway).
Die Alton Bridge sollte Morisons fünfte Brücke über den Mississippi werden, worunter sich auch die Merchants Bridge in St. Louis von 1890 befand. Er entwarf eine über 600 Meter lange Fachwerkbrücke aus Stahl, die er bedingt durch die flache Uferböschung niedrig halten musste, was die Integration einer Drehbrücke erforderte. In deren Bereich musste dazu das Flussbett aufwändig ausgehoben werden, um auch bei Niedrigwasser eine ausreichend tiefe Schifffahrtsrinne zu gewährleisten. Die Anlieferung des Baumaterials für die zehn Steinpfeiler erfolgte ab Frühjahr 1892, mit deren Errichtung und den anderen wasserbaulichen Maßnahmen konnte aber erst im September mit dem Rückgang des Flusspegels begonnen werden. Wie bei zahlreichen anderen Brücken von Morrison war die Union Bridge Company verantwortlich für die Herstellung und Errichtung des Überbaus. Im Sommer 1893 wurden die ersten Stahl-Komponenten der Fachwerkträger geliefert, die man einschließlich der Drehbrücke bis Ende März 1894 montierte; der erste Zug konnte die Brücke am 5. April passieren.
Die erste Mississippiquerung in Höhe von Alton wurde 1928 gefolgt von einer Straßenbrücke, die man flussabwärts in unmittelbarer Nachbarschaft zur Eisenbahnbrücke baute. Die erste Clark Bridge war ebenfalls eine Fachwerkbrücke und führte bis 1994 den U.S. Highway 67; durch eine ausreichende lichte Höhe und entsprechende Zufahrten konnte hierbei auf einen beweglichen Brückenteil verzichtet werden. Zwischen 1934 und 1938 wurde flussaufwärts durch das United States Army Corps of Engineers das Mississippi Lock and Dam Number 26 errichtet, wobei die Schleusen direkt vor der Drehbrücke lagen und deren Strompfeiler in die Schleusentrennwand integriert wurde. Die Burlington Northern Railroad gab als Nachfolger der CB&Q die später nur noch eingleisige Alton Bridge 1988 auf und im Zuge der Errichtung der größeren Melvin Price Locks and Dam circa zwei Kilometer flussabwärts, wurden die Brücken und die alte Staustufe bis 1994 zurückgebaut. Für den U.S. Highway 67 errichtete man eine neue Schrägseilbrücke, die 1994 fertiggestellt wurde.

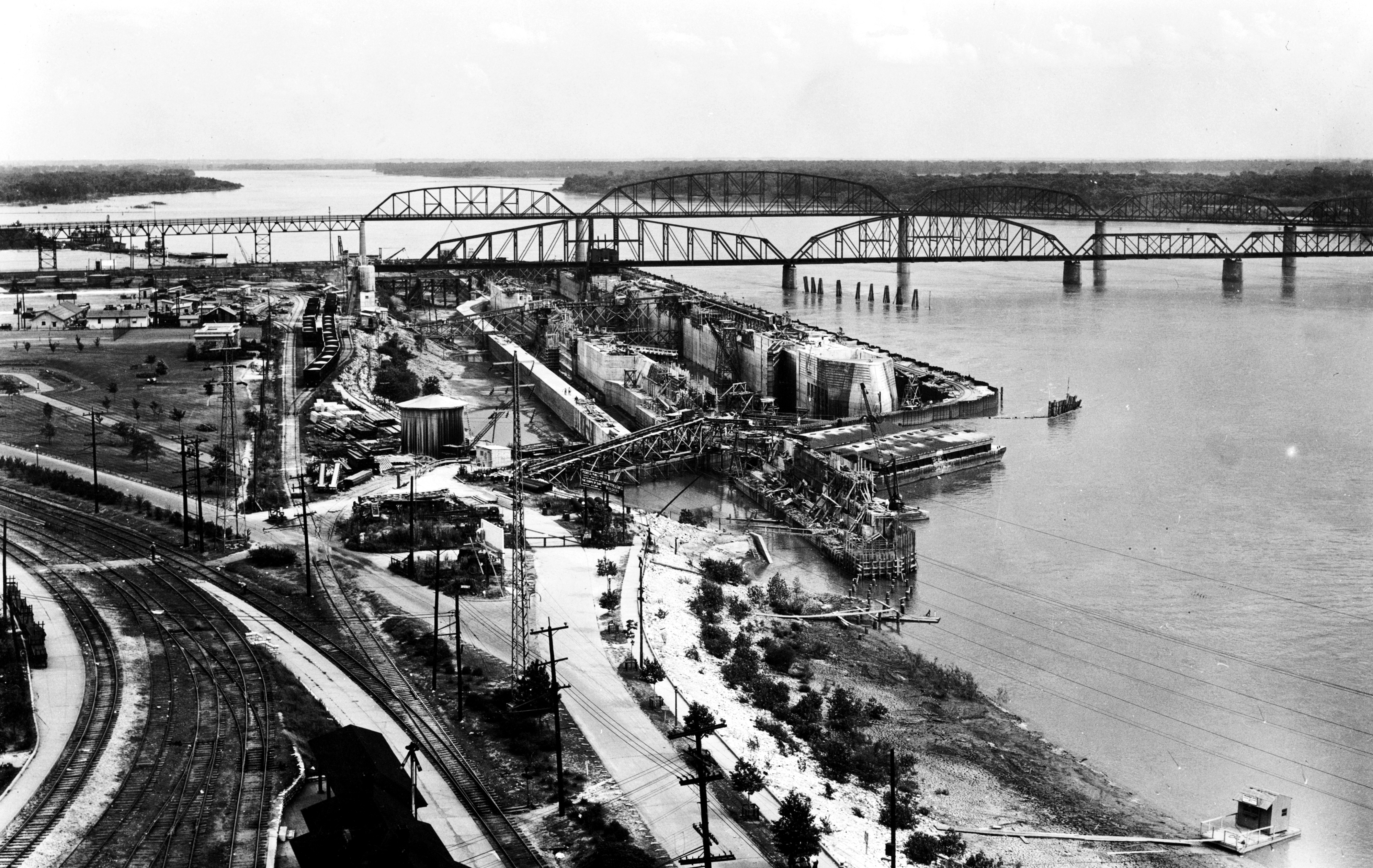
Bau der Schleuse des Mississippi Lock and Dam Number 26 vor der Drehbrücke der Alton Bridge 1935
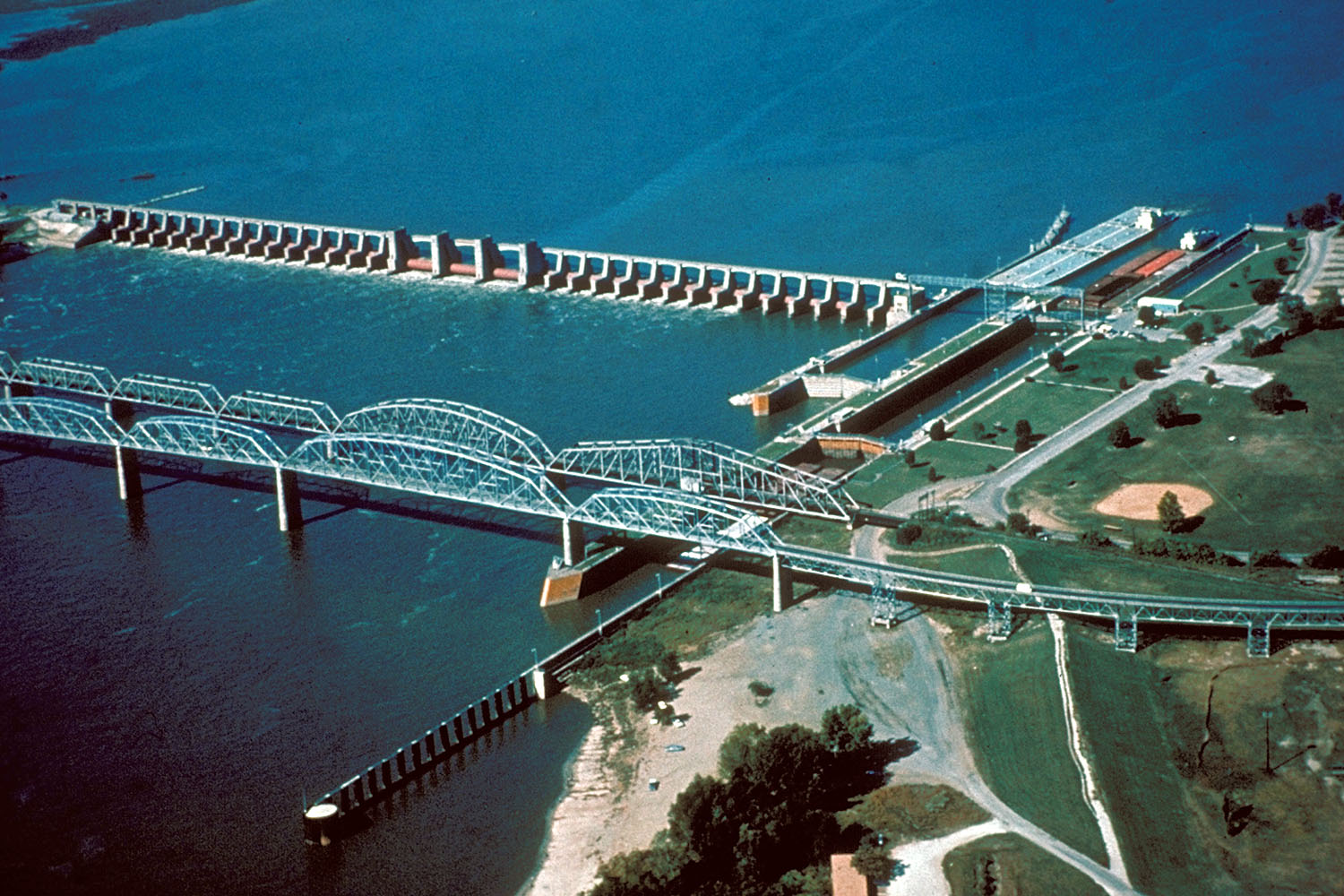
Clark Bridge. Alton Bridge und Lock and Dam Number 26 kurz vor deren Rückbau (Foto von vor Juli 1994).
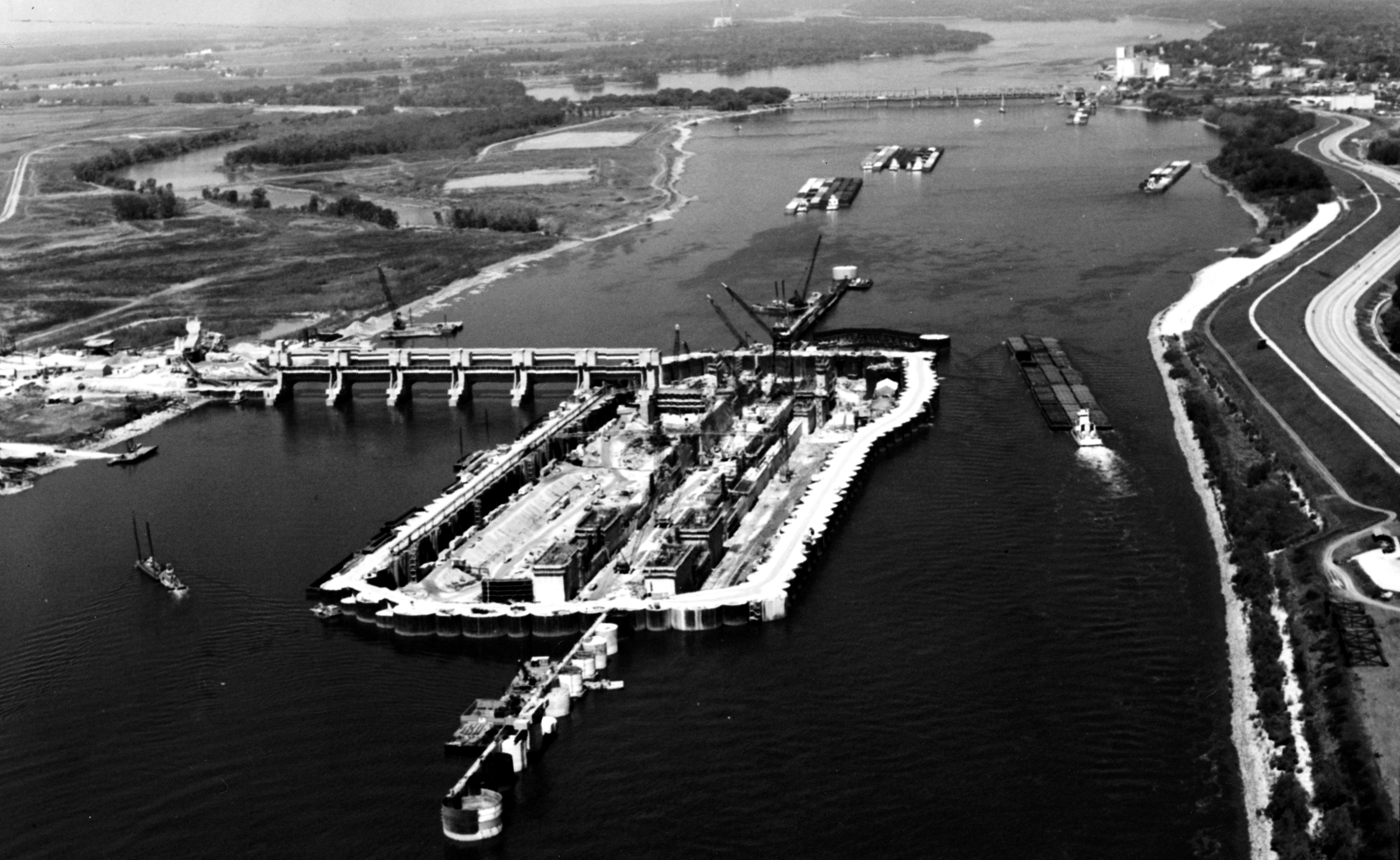
Bau des neuen Lock and Dam No. 26 im Mai 1988, im Hintergrund die alten Anlagen und Brücken
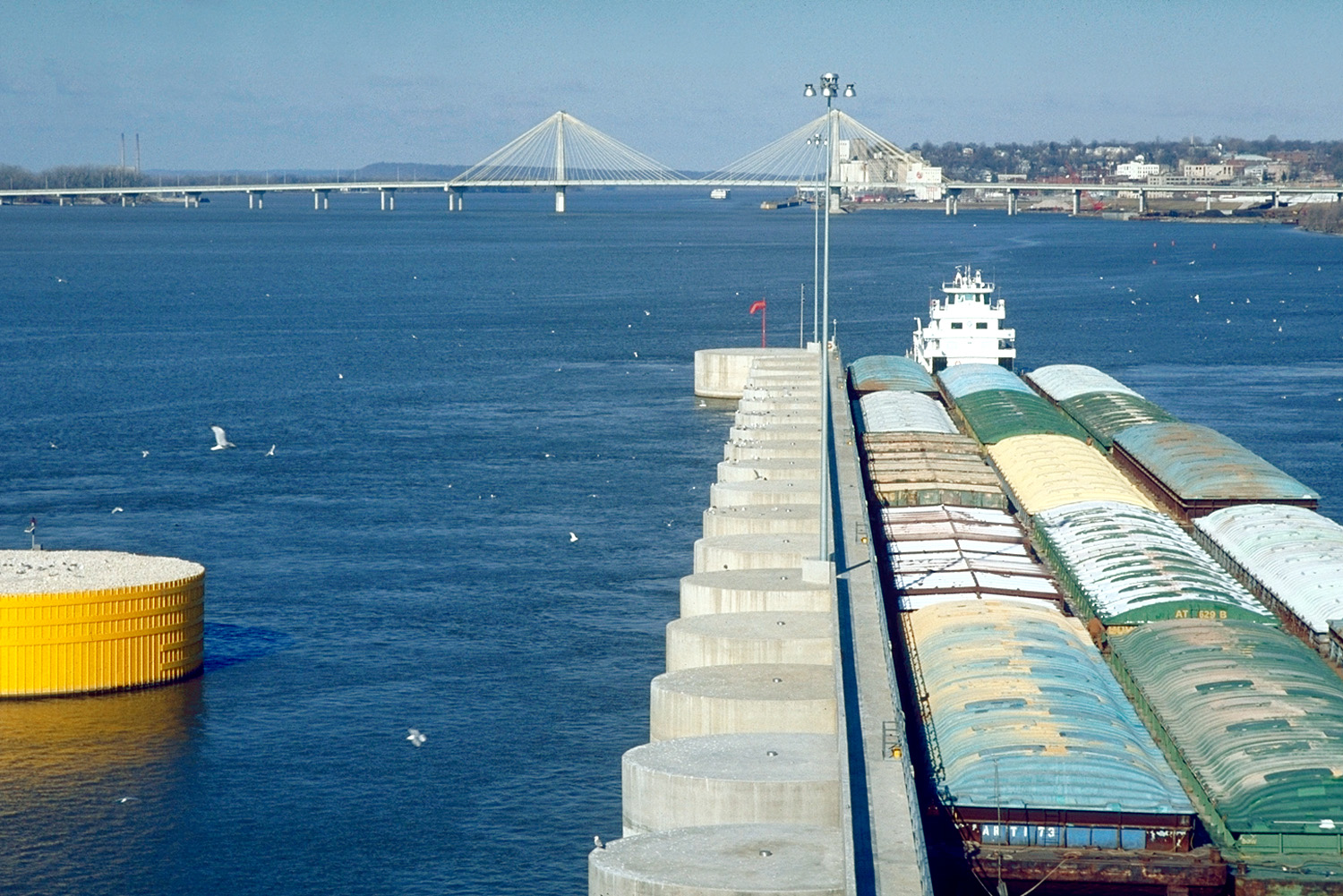
Die neue Clark Bridge von 1994, Blick von der Schleuse des Lock and Dam No. 26

## Beschreibung

Blick flussaufwärts auf die Alton Bridge, dahinter die Anlagen der alten Staustufe (Foto von 1985)

Rollenkranzlager mit Trommel der Drehbrücke (Foto von 1985)

Die Hauptbrücke bestand aus sechs 64 m langen parallelgurtigen Ständerfachwerken (engl. pratt truss, benannt nach dem Ingenieur Thomas Willis Pratt, 1812–1875), an die sich ein 110 m langer Fachwerkträger mit gebogenem Obergurt in Parker-Bauweise (engl. parker truss, benannt nach Ingenieur Charles H. Parker, 1842–1897) in Richtung Illinois-Ufer anschloss, gefolgt von einer Drehbrücke in Parker-Bauweise mit geneigtem Obergurt und einer Länge von 137 m.  Die Brücke mit einer Gesamtlänge von 631 m zwischen den Widerlagern wurde von zehn Steinpfeilern getragen, die mittels Pfahlgründung im Flussbett verankert waren.

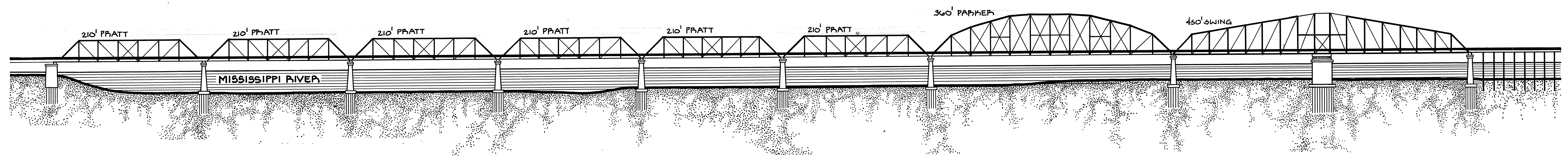
Schematischer Plan der Alton Bridge aus dem HAER NE-2 von 1986; Blick nach Norden, Längenangaben in Fuß (′)

Der Fachwerkträger der Drehbrücke machte mit 960 Tonnen etwa ein Drittel des Gesamtgewichtes des Überbaus aus (3.560 Tonnen) und lagerte auf einer Trommel von 18,2 m Durchmesser, die auf einem Rollenkranzlager mit 66 konischen Stahlrollen rotierte (der mittlere Rollendurchmesser betrug 46 cm). Der runde Strompfeiler der Drehbrücke besaß zum Schutz vor Schiffskollisionen einen Landesteg senkrecht zur Brücke, der mit dem Bau der Staustufe bis 1938 durch die Schleusentrennwand zwischen Haupt- und Hilfsschleuse ersetzt wurde, die sich bis zum ersten Strompfeiler der Clark Bridge erstreckte.